# Cath Luyten
Catherine (Cath) Luyten (Koewacht, 18 juni 1977) is een Belgische televisiepresentatrice en reportagemaakster.

## Biografie
Luyten groeide op in het grensdorp Koewacht. Ze werkte voor het Eén-programma Vlaanderen Vakantieland.
Van februari tot mei 2011 presenteerde ze De Kazakkendraaiers, een spelprogramma van Bart De Pauw uitgezonden door televisiezender Eén. De VRT benoemde haar in 2011 tot Vlaamse BVN-ambassadrice, waarbij ze die satellietzender in binnen- en buitenland moest vertegenwoordigen en uitdragen. Tot eind 2013 was ze vliegende reporter voor het praatprogramma Café Corsari.
Eind 2013 verliet ze de VRT om te gaan werken bij productiehuis deMENSEN.
In 2015 presenteerde ze het spelprogramma We're Going to Ibiza op Eén. Later dat jaar was ze er met Tom Waes te zien in Echt niet OK!. Vanaf september 2016 presenteert ze op Eén Buurman, wat doet u nu?, waarin ze bekende Nederlanders opzoekt. In februari 2017 nam ze een week de presentatie over van Van Gils & gasten, dat dan Cath & gasten werd.
Vanaf 15 maart 2018 presenteert ze het Eén-programma Vandaag over een jaar, waarin onbekende Vlamingen een jaar lang de tijd krijgen om hun droom waar te maken. Na een jaar komen ze dan terug naar het programma en ontdekt de kijker of het hen gelukt is.
In 2021 presenteerde ze opnieuw Buurman, wat doet u nu?, maar vanwege de coronabeperkingen hield ze het dat jaar bij bekenden uit eigen land.
In 2023 nam ze deel aan Celebrity masterchef op Play4.
Begin 2024 liep haar contract bij deMENSEN, intussen De Mensen, af en het werd niet vernieuwd. In augustus van dat jaar presenteerde ze een week het praatprogramma Café congé op Play4.

## Privé
Ze was van 2004 tot in 2018 gehuwd met sportjournalist Frank Raes. Samen hebben ze één zoon. Luyten heeft nog een zoon uit een latere relatie.
- International Standard Name Identifier: 0000 0004 7877 4073
- Nederlandse Thesaurus van Auteursnamen: 424225980
- Virtual International Authority File: 406157523255327030844